# Let Pakistan International Airlines 8303
Let Pakistan International Airlines 8303 byl pravidelný vnitrostátní osobní let z Láhauru do Karáčí v Pákistánu, provozovaný dopravcem Pakistan International Airlines. Airbus A320 se zřítil do rezidenční čtvrti nedaleko cílového letiště Džinnáh během druhého přiblížení na přistání.

## Nehoda
Letoun pilotovaný kapitánem Sajjadem Gulem se zřítil těsně před druhým pokusem o dosednutí na letišti Džinnáh přibližně ve 14:45 místního času (11:45 SELČ) do hustě obydlené čtvrti Model Colony zhruba 3 kilometry před letištěm. Podle přepisu komunikace mezi letadlem a řídící věží na letišti Džinnáh hlásil kapitán Gul těsně před plánovaným přistáním problémy s vysunutím příďového podvozku a pokusil se o přistání na břiše letounu. První pokus o přistání byl neúspěšný, kapitán se rozhodl opakovat okruh a ohlásil pokus o druhé přiblížení. Brzy poté však ohlásil ztrátu výkonu obou motorů a vyhlásil stav nouze. Kapitánova slova o ztrátě výkonu motorů byla jeho poslední, necelou minutu poté se letoun zřítil během pokusu o doplachtění na letiště.
Podle úřadů bylo dopadem letadla zničeno nejméně pět domů, některé z nich začaly hořet. Kolik obětí či zraněných si havárie vyžádala na zemi zatím ale není jasné. Podle starosty Karáčí Waseema Akhtara bylo do nemocnice přepraveno 25–30 lidí, většinou s popáleninami. Ve všech nemocnicích v Karáčí byl vyhlášen nouzový stav. Očití svědci popsali, že těsně před dopadem se zdálo, že křídla letounu jsou v plamenech. Poslední okamžiky letu a náraz zachytila nedaleko umístěná průmyslová kamera. Záchranné práce komplikovaly úzké ulice a dav, který se na místě shromáždil.

## Letadlo
Zřícený stroj byl Airbus A320 vyrobený v roce 2004. Do roku 2014 jej využívala firma China Eastern Airlines. Pakistan International Airlines si jej ve stejném roce zapůjčily od společnosti GE Capital Aviation Services a provozovaly jej nepřetržitě až do dne nehody. Podle vyjádření PIA prošel havarovaný letoun poslední kontrolou 21. března a den před havárií přiletěl do Láhauru z hlavního města Ománu Maskatu. Podle výsledků kontroly neměl letoun žádný významný problém s motory, podvozkem ani jiným důležitým systémem.

## Pasažéři
Na palubě letu bylo podle potvrzených informací, které uveřejnily Pakistan International Arlines, 91 pasažérů (51 mužů, 31 žen a 9 dětí) a 8 členů posádky. Všichni na palubě kromě jednoho Američana byli Pákistánci. Dva dny po havárii byl potvrzen předpoklad, že jednou z obětí nehody je pákistánská modelka a herečka Zara Abidová. Mezi potvrzenými oběťmi je také pět důstojníků pákistánské armády a jeden důstojník pákistánského letectva.
Ačkoliv panovaly obavy, že havárii nikdo v letadle nepřežil, záchranné složky nalezly na místě dva přeživší pasažéry. Jedním z přeživších je podle pákistánských médií prezident paňdžábské banky Zafar Masúd. Druhým přeživším je inženýr Muhammad Zubair, který přímo z nemocnice poskytl pákistánské televizi Geo TV popis posledních chvil letu. Podle Zubaira se pilot pokusil přistát, letoun se dotkl země, ale byl přinucen opět vzlétnout.

## Vyšetřování
Firma Airbus se vyjádřila, že pákistánským úřadům poskytne veškerou nutnou pomoc při vyšetřování příčin nehody. Bezprostředně po havárii byly zajištěny obě černé skříňky letadla (záznamník letových dat a záznamník hovoru v kokpitu).